# Мелота (Кремона)
Мелота је насеље у Италији у округу Кремона, региону Ломбардија.
Према процени из 2011. у насељу је живело 69 становника. Насеље се налази на надморској висини од 89 м.